# Día Mundial de la Risa
El Día Mundial de la Risa se estableció en el año 1998 y se celebró por primera vez el 10 de mayo de 1998 en Mumbai (India). Fue organizado por Madan Kataria, fundador del movimiento internacional del Yoga de la Risa. Actualmente se celebra el primer domingo de mayo en todo el mundo.

## Historia
El Día Mundial de la Risa fue creado en 1998 por Madan Kataria, fundador del movimiento internacional del Yoga de la Risa. El doctor Kataria, un médico de familia de la India, se inspiró en parte en la hipótesis de la retroalimentación facial para crear el yoga de la risa. Según esta hipótesis las expresiones faciales de una persona pueden tener un efecto en sus emociones.
La celebración del Día Mundial de la Risa es una manifestación en favor de la paz mundial y tiene como objetivo fomentar una conciencia global de fraternidad y amistad a través de la risa. Su popularidad ha aumentado a medida que ha crecido el movimiento del yoga de la risa, que ahora cuenta con miles de clubes de la risa en más de 115 países.